# Walter Schölei-Breslau
Walter Schölei (auch Walter Schölei-Breslau) (* 13. November 1891 in Lüben; Sterbedatum unbekannt) war ein deutscher Maler, Grafiker und Restaurator.

## Leben
Schölei wurde am 13. November 1891 als Sohn des Regierungsamtsgehilfen Johann Friedrich Wilhelm Schölei und dessen Ehefrau Klara Auguste Karoline (geborene Blessing) in Lüben geboren, nachweisbar sind dort jedoch nur Geburtseinträge für seine Geschwister Paul (* 1887) und Fritz (* 1890, verstorben 1891). Er verstarb 1975.
Von 1910 bis 1911 war er Schüler der Kunstgewerbeschule in Breslau und studierte von 1911 bis 1914 an der Akademie Breslau. Neben der Malerei war er als Restaurator am Schlesischen Museum für Kunstgewerbe und Altertümer in Breslau angestellt und war Mitglied im Reichsverband Bildender Künstler Deutschlands und im Breslauer Künstlerverein. Schölei setzte zwischen 1927 und 1929 einen fünfflügeligen Altarschreib der katholischen Kirche in Ottendorf, Kreis Sprottau im Regierungsbezirk Liegnitz in Stand. Nach der Instandsetzung wurde der Schrein im Diözesanmuseum in Breslau ausgestellt, da die Kirche durch Feuchtigkeitsschäden nicht für die dauerhafte Aufbewahrung des Kunstwerkes geeignet war. Stattdessen wurde in der Kirche ein „geeignetes Ersatzstück“ aufgestellt. Im Jahr 1928 war Schölei mit mindestens einem Gemälde des Lausitzer Neißetals auf der Ausstellung der Freien Künstlervereinigung in Breslau vertreten.
Schölei lebte bis mindestens 1943 in Breslau, bis 1934 unter derselben Adresse wie seine Eltern.

## Werke (Auswahl)
- Sommertag in der Niederen Lausitz (1940)
- Jäger (1950)
- Teich am Waldrand (1953)
- Frühling (1955)
- Alm (1955)
- Mohnblumen in Vase (1955)
- Sonnenblumen in blauer Vase (1956)
- Crysanthemen in Vase (o. D.)
- Bäuerin aus Roßberg bei Beuthen O/S (o. D.)
- Bauer aus Roßberg bei Beuthen O/S (o. D.)